# Втачковце
Втачковце (слч. Vtáčkovce) насељено је мјесто са административним статусом сеоске општине (слч. obec) у округу Кошице-околина, у Кошичком крају, Словачка Република.

## Становништво
| Година:    | 1994. | 2004.    | 2014.    | 2024.    |
| ---------- | ----- | -------- | -------- | -------- |
| Број људи: | 572   | 829      | 1035     | 1305     |
| Разлика:   |       | +44,93 % | +24,84 % | +26,08 % |

| Година:    | 2023. | 2024.   |
| ---------- | ----- | ------- |
| Број људи: | 1279  | 1305    |
| Разлика:   |       | +2,03 % |

Према подацима о броју становника из 2011. године насеље је имало 955 становника.